# رايموند بلاكبيرن
رايموند بلاكبيرن (بالإنجليزية: Raymond Blackburn)‏ هو سياسي بريطاني (وحمل سابقاً جنسية المملكة المتحدة لبريطانيا العظمى وأيرلندا)، ولد في 11 مارس 1915، وتوفي في 3 نوفمبر 1991. حزبياً، نشط في حزب العمال. في الانتخابات العامة في المملكة المتحدة 1945 ‏، انتخب عضو برلمان المملكة المتحدة الـ38 عن دائرة Birmingham King's Norton (UK Parliament constituency) ‏ (5 يوليو 1945 – 3 فبراير 1950) وفي الانتخابات العامة في المملكة المتحدة 1950 ‏، انتخب عضو برلمان المملكة المتحدة الـ39 عن دائرة برمنغهام، نورثفيلد (23 فبراير 1950 – 5 أكتوبر 1951).